# Scellés de sécurité

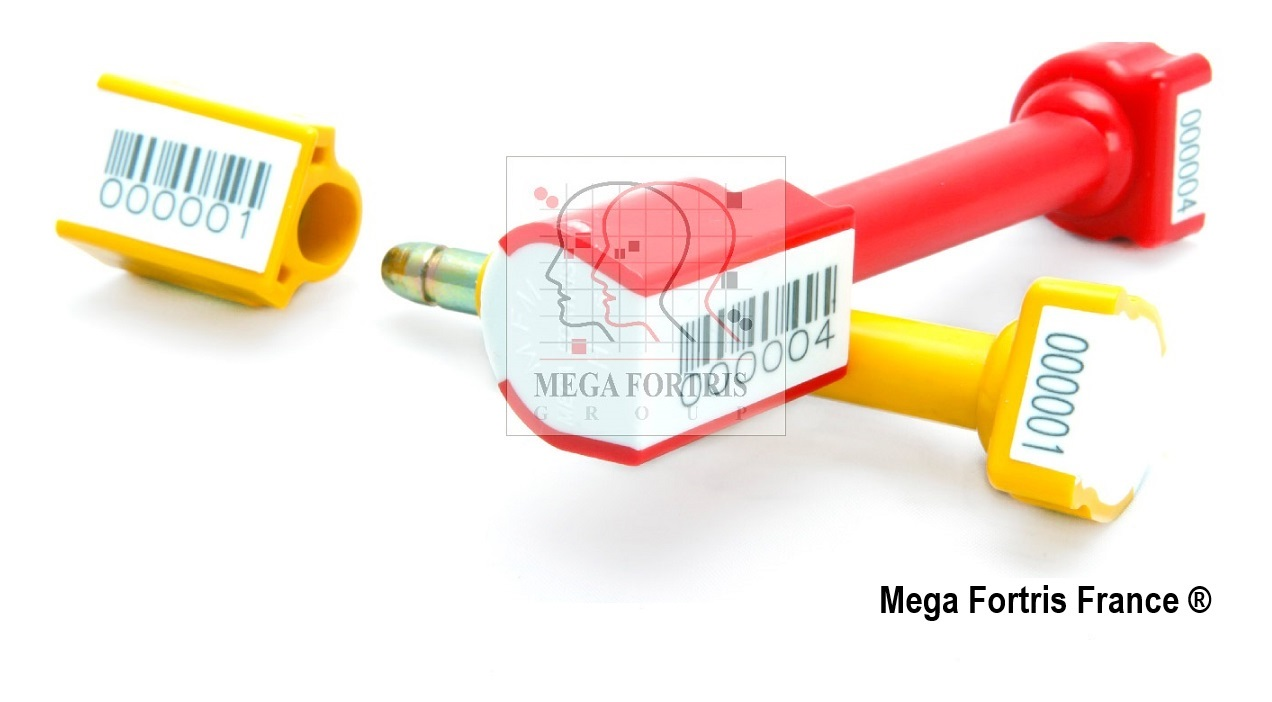
Plomb Bouteille Haute Sécurité.

Les scellés de sécurité sont des mécanismes utilisés pour sceller par exemple les conteneurs de transport de manière à les rendre inviolables et offrir un certain niveau de sécurité. Ces scellés peuvent aider à détecter le vol ou une contamination, aussi bien accidentelle que délibérée, et servir ainsi de témoins d'intégrité. Les scellés de sécurité sont couramment utilisés pour sécuriser des remorques, des conteneurs de navires, des fûts, des trolleys aériens, des compteurs de services publics et des sacs de transports de fonds. Typiquement, ils sont considérés comme un moyen peu coûteux de fournir la preuve de sabotage et d'intrusion dans des espaces sensibles.

## Vulnérabilités
Les scellés de sécurité ne sont pas conçus pour résoudre tous les problèmes de sécurité :
L'efficacité des scellés de sécurité est fortement dépendante des protocoles appropriés pour les utiliser. Ces protocoles sont des procédures officielles et non officielles utilisées pour l’approvisionnement de scellés, leur stockage, la tenue des dossiers, l'installation, l'inspection, le retrait, le traitement des déchets, les rapports, les résultats d'interprétation, et la formation à l’utilisation. Avec un bon protocole, un scellé modeste peut fournir une excellente sécurité. D'autre part, un scellé sophistiqué mal utilisé peut être pire qu’inutile.
-Rapport de l’Equipe d’évaluation de la vulnérabilité ici : Argonne National Laboratory
Cette même organisation démontre qu'une personne formée a pu, en utilisant des méthodes de base en technologie, vaincre 90 % des 244 scellés qu'ils ont étudiés en moins de 3 minutes, et tous en moins de 44 minutes. Ils proposent des idées sur les contrefaçons, et explorent l'option prometteuse des scellés avec preuve de manipulation comme sur la plupart des scellés du fabricant Mega Fortris Group.

## Fonctionnement
Les scellés de sécurité peuvent être divisés en deux groupes principaux : usage unique et réutilisables.
Les scellés à usage unique sont généralement faits de plastique ou de métal. La technologie de mise en œuvre des matériaux et la production utilisée sont la clé de leurs niveaux de sécurité.
Les scellés réutilisables sont habituellement électroniques ou mécanique plutôt que seulement en matière plastique, et s’ils sont seulement constitués de plastique, seule une partie est réutilisable.
Les scellés électroniques et mécaniques sont généralement utilisés pour l'industrie du transport, avec un dispositif fixé à l'arrière des camions, des remorques et des conteneurs d'expédition. Un scellé mécanique ou électronique réutilisable peut être installé sur les portes arrière ou les portes de chargement. On étend alors un câble depuis le scellé jusqu’aux points de fixation des portes, le scellé génère un numéro unique à chaque connexion. Lors de la prochaine ouverture, le numéro change, ce qui produit la preuve d’une manipulation de la cargaison. 

### Scellés haute sécurité
Un scellé de haute sécurité est conçu et fabriqué avec des matériaux tels que le métal ou le câble métallique, dans le but de retarder l'intrusion, et ont été conçus pour se conformer aux douanes du monde et aux normes de sécurité ISO des scellés. L'Organisation internationale de normalisation (ISO) a publié la nouvelle version de la norme ISO 177122 le 15 mai 2013. Les principaux changements dans la nouvelle édition concernent l'article 6, Preuve de Falsification. Des modifications ont été nécessaires en raison de l'inapplicabilité démontrée des tests de tentative de fraude dans la norme ISO 17712 : édition 2010.
La manière de mesurer la sécurité d’un scellé, est de savoir s’il a obtenu la norme ISO 17712 : Evaluation 2013. Le Customs-Trade Partnership Against Terrorism (en) (C-TPAT) et le Cadre de Normes de l’Organisation Mondiale des Douanes approuvent et encouragent l'utilisation des scellés conformes ISO.

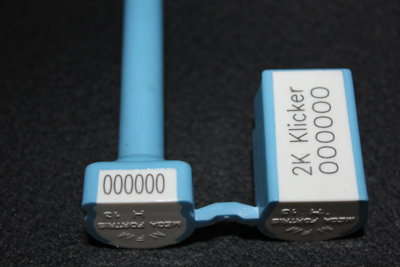
Plomb Bouteille Haute Sécurité.

Les exigences pour certains niveaux de scellés de sécurité sont définies dans la norme ISO 17712. Les scellés qui appartiennent aux niveaux Scellé de Haute Sécurité et Scellé de sécurité sont aussi appelés « plomb bouteille ». Ils sont faits de différents métaux ou alliages métalliques, ce qui signifie qu'ils ont besoin d'outils spéciaux pour être ouverts, comme un coupe-boulons ou des pinces coupantes. Les scellés de sécurité câble (diamètre minimum 3,5 mm) et les scellés de sécurité « plomb bouteille », communément appelés Plombs de sécurité, entrent aussi dans cette catégorie. Conçus pour décourager le vol opportuniste de biens de grande valeur, ils peuvent aussi souvent être marqués et numérotés pour optimiser la résistance au sabotage et fournir une excellente sécurité pour les conteneurs. Les scellés qui appartiennent au niveau Indicatif de la norme ISO 17712 sont faits de plastique ou de métal mince.
Les fabricants de scellés de sécurité, comme le groupe Mega Fortris, ont travaillé en partenariat avec les Contrôleurs de sécurité ISO pour fournir les informations réglementaires dans le but d’aider à informer les entreprises et autres parties intéressés à propos des nouvelles éditions.

## Types

### Scellés métalliques
Il existe plusieurs modèles de base pour les scellés métalliques ; les scellés « plomb bouteille », les feuillards et les scellés câble de sécurité.
Les scellés « plomb bouteille » sont utilisés pour sécuriser les transports en containers, camions et remorques. Un scellé « plomb bouteille » utilisé pour sécuriser les conteneurs et doit être conforme à la ISO 17712 des scellés de haute sécurité, afin d’être accepté par les douanes du monde entier dans le transport maritime.
Le C-TAPT (Customs Trade Partnership Against Terrorism) spécifie les scellés de sécurité conformes à utiliser. Les scellés « plomb bouteille » sont généralement fermés à la main (en enfonçant le corps du scellé dans la tête) et ouverts avec l’utilisation d’une pince coupe-boulon. Cela permet au scellé d’être plus solide et plus sûr pour le transport, tout en restant pratique pour le personnel dans les ports et les entrepôts.

#### Scellés câbles
Les scellés câble permettent une utilisation plus polyvalente de par la longueur variable du câble fermé par le mécanisme de verrouillage. Les utilisations typiques incluent la fermeture des camions et wagons transportant des marchandises de valeur. Un mécanisme de fermeture interne empêche le câble d’être tiré en arrière une fois introduit. Les scellés de sécurité câble sont classés comme scellés de haute sécurité (diamètre minimum 3,5mm) ou scellés de sécurité selon la norme ISO 17712.
Tous les scellés conformes à la norme ISO 17712 sont numérotés, pour empêcher la substitution d’une partie du scellé. Cette numérotation est généralement effectuée par marquage laser, qui ne peut être effacé et par conséquent est permanente contrairement aux marquages à chaud (coditherm), au tamponnage par bande.
Les scellés feuillards sont couramment utilisés pour sécuriser les camions. Ils se composent d’une bande métallique avec un trou perforé, attachée à une partie de l’insert. Lorsque le feuillard est plié et enfilé à travers le trou, la boule à l’intérieur du boîtier le verrouille instantanément. La plupart des scellés feuillards appartiennent au niveau de sécurité Indicatif selon la norme ISO 17712.

### Scellés plastiques
Les scellés à longueur variable, communément appelés « scellés à serrage progressif », peuvent convenir à différentes utilisations allant de la sécurisation d’un sac ou sac de courrier, en passant par le scellage des barils chimiques, kits de premiers secours et extincteurs. Ils ont une longueur ajustable, un peu comme un rilsan, offrent une plus forte sécurité en raison de la numérotation séquentielle et de l’impossibilité de les rouvrir, de la possibilité pour certains scellés d’être marqué d’un code-barres et d’avoir, nom et logo de l’entreprise imprimé ou gravé au laser.
Les scellés à longueur fixe ont tendance à être plus inviolable que les scellés à longueur variable étant donné l’absence de pièce coulissante, ils se clipsent simplement dans l’insert de fermeture, ce qui peut les rendre plus facile à mettre en œuvre que les scellés à longueur variable. La plupart des scellés à longueur fixe sont également marqués et numérotés pour plus de sécurité. Les scellés à longueur fixe sont souvent choisis comme scellés de sécurité à usage unique pour les applications de transport.
Les scellés cadenas sont utilisés en scellé complémentaire des scellés plastique; de la forme d’un cadenas standard. Techniquement, ils peuvent être classés dans la catégorie des scellés de longueur fixe. Ils disposent des mêmes types de protections de violation que les scellés à longueur variable et les scellés à longueur fixe ont – numérotation, code-barres et marquage – et conviennent à différentes applications. L’utilisation la plus courante pour ces scellés est pour les trolleys de duty-free de transports aériens. L’une des raisons étant que ces cadenas en plastique peuvent être mis sur la partie de verrouillage comme tout cadenas en métal, mais les cadenas plastique ne requièrent pas de clé pour s’ouvrir, ils se cassent simplement sur leur point de rupture intégré, à la main. Ils sont sécurisés en raison du contrôle suivi disponible grâce à la numérotation séquentielle.
Les scellés pour compteurs sont utilisés pour les compteurs électriques, gaz ou eau et généralement moulés en polycarbonate. Le corps transparent a pour but de laisser visible le mécanisme de verrouillage et peut fournir une indication claire quant à la violation. Les scellés pour compteur peuvent résister à une exposition au soleil, aux conditions climatiques extrêmes, et aux écarts de température. Conçus pour un usage unique, ils sont détruits quand ils sont enlevés. Certains scellés pour compteurs contiennent des composants qui réagissent à la lumière ultra-violette, ce qui permet au scellé d’être facilement localisé dans l’obscurité.

### Scellés étiquettes sécurisées
Des bandes adhésives (en rouleau) et étiquettes adhésives spéciales ont de très hauts pouvoirs adhésif qui sont étudiés pour se séparer sous certaines conditions, afin d’indiquer une tentative d’ouverture. Impression personnalisée, hologrammes, et impression sécurisée aident souvent à dissuader et indiquent la falsification.
Il existe trois types d’étiquettes et rouleaux adhésifs sécurisés :
Les non transférables (NT) qui ne laissent aucune trace sur leur support.
Les partiellement transférables (PT) seul le message VOID OPEN (violé ouvert) reste sur le support.
Les totalement transférables (TT) dont l’intégralité du marquage, couleur incluse reste sur le support.

## Méthode de personnalisation, de marquage des scellés
Les sellés peuvent être personnalisés afin de répondre aux besoins de l’utilisateur. Le marquage classique inclut numérotation consécutive (qui est obligatoire), logos, textes spéciaux, bandes blanches pour écriture à la main et codes-barres de type 2D, 128, 39, 2par5 entrelacé. Il existe plusieurs technologies utilisées, notamment le marquage à chaud, l’impression à jet d’encre, la gravure au laser (la plus sécurisée car permanente).

## Décret C-TAPT
Le Customs-Trade Partnership Against Terrorism (en) (C-TAPT) est un programme de sécurisation de la chaîne logistique, mis en place par le Service des douanes et de la protection des frontières des États-Unis (CBP) et chargé de l'amélioration de la sécurité de la logistique des compagnies privées face au risque terroriste.
Ce programme a été lancé en novembre 2001,, avec sept participants initiaux, tous de grandes entreprises des États-Unis.
Les fabricants de scellés de sécurité ont été inclus au sein des "fabricants étrangers" selon le décret d'ordonnance. Les membres du C-TAPT, conformes aux normes de sécurité, indiquent qu'ils sont conciliants avec les normes de sécurité internationales.